# São Bento do Cortiço
São Bento do Cortiço ist ein portugiesischer Ort und eine ehemalige Gemeinde (Freguesia) im Kreis (Concelho) von Estremoz mit 699 Einwohnern (Stand 30. Juni 2011).
Am 29. September 2013 wurden die Gemeinden São Bento do Cortiço und Santo Estêvão zur neuen Gemeinde União das Freguesias de São Bento do Cortiço e Santo Estêvão zusammengeschlossen. São Bento do Cortiço ist Sitz dieser neu gebildeten Gemeinde.

## Geschichte
Erste Erwähnungen des Ortes finden sich seit 1424. Der Ort war 1555 als São Bento da Aldeia da Talha vermerkt, und zumindest seit 1651 als eigenständige Gemeinde geführt. 1819 hieß der Ort São Bento da Aldeia dos Cortiços, und seit Ende des 19. oder Anfang des 20. Jahrhunderts trägt der Ort seinen heutigen Namen.

## Kultur und Sehenswürdigkeiten
Der Ort ist bekannt für seine Marionetten und seine seit dem 16. Jahrhundert belegte Tradition des Puppenspiels.
Sehenswert ist die Kirche des Ortes, die ab 1534 errichtet wurde. Auch Antas genannte Megalithanlagen der Jungsteinzeit liegen im Gemeindegebiet.